# Dipsacus atratus
Dipsacus atratus är en tvåhjärtbladig växtart som beskrevs av Joseph Dalton Hooker, Amp; Thoms. och Charles Baron Clarke. Dipsacus atratus ingår i släktet kardväddar, och familjen Dipsacaceae. Inga underarter finns listade i Catalogue of Life.